# Прича о Саку и Ванцетију
„Прича о Саку и Ванцетију” је југословенски ТВ филм из 1968. године. Режирао га је Иван Хетрих а сценарио је написан по делу Реџиналда Роуза.

## Улоге
| Глумац         | Улога |
| -------------- | ----- |
| Крсто Крнић    |       |
| Миодраг Лончар |       |
| Едо Перочевић  |       |